# 29. Nationalratswahl in Österreich
Die 29. Nationalratswahl in Österreich findet spätestens im Herbst 2029 statt.

## Ausgangslage
Bei der Nationalratswahl 2024 wurde erstmals die Freiheitliche Partei Österreichs (FPÖ) vor der Österreichischen Volkspartei (ÖVP) und der Sozialdemokratischen Partei Österreichs (SPÖ) Wahlsieger. Während die ÖVP deutliche Verluste hinnehmen musste (minus 11 Prozent), stagnierte die SPÖ im Vergleich zu 2019 bei minimaler Veränderung. NEOS verbesserte ihr Ergebnis leicht, während die Grünen nach ihrer ersten Legislaturperiode als Regierungspartei deutlich verloren (minus 5,7 Prozent) und als nunmehr fünftstärkste Partei im Nationalrat vertreten waren.
Wenige Tage nach der Wahl wurde bekannt, dass der Haushaltssaldo mit einem Defizit von 3,3 Prozent des BIP schlechter lag als zuvor prognostiziert. Der Bundeskanzler Karl Nehammer, der auch Spitzenkandidat für die ÖVP bei der Nationalratswahl war, hatte während des Wahlkampfes bekräftigt, dass in der folgenden Bundesregierung kein Sparpaket nötig sein werde. Entgegen der langjährigen Usance in Österreich, zuerst der stimmenstärksten Partei den Auftrag zur Regierungsbildung zu erteilen, betraute der Bundespräsident Alexander Van der Bellen damit am 22. Oktober 2024 Karl Nehammer.
Die Koalitionsverhandlungen zwischen ÖVP, SPÖ und NEOS dauerten mehrere Monate, während aufgrund der Budgetlage bereits ein EU-Defizitverfahren im Raum stand. Anfang des Jahres 2025 scheiterten die Regierungsverhandlungen der Dreierkoalition zunächst. Vor dem Hintergrund dieser Faktoren kam die FPÖ, die bei der Wahl knapp 29 Prozent erreicht hatte, in Umfragen bereits kurz danach über 30 % und lag zur Jahreswende bei manchen Instituten sogar bei fast 40 %, während die ÖVP zum Teil unter 20 % fiel. Das nachfolgende Scheitern der Koalitionsverhandlungen zwischen FPÖ und ÖVP im Februar 2025 tat diesem Trend keinen Abbruch.

## Umfragen
- SPÖ: 38
- GRÜNE: 17
- NEOS: 19
- ÖVP: 42
- FPÖ: 67

Im Folgenden sind sämtliche bekannten Umfragewerte sowie die zugehörigen Befragungsdaten aufgeführt:
| Veröffentlichung | Institut / Auftraggeber         | Zeitraum            | Befragte | Methodik 1 | FPÖ     | ÖVP     | SPÖ     | NEOS   | GRÜNE  | KPÖ    | BIER   | Sonst. |
| ---------------- | ------------------------------- | ------------------- | -------- | ---------- | ------- | ------- | ------- | ------ | ------ | ------ | ------ | ------ |
| 04.08.2025       | Market / Der Standard           | 24. – 30.07.2025    | 1.250    | P+O        | 35 %    | 22 %    | 20 %    | 10 %   | 9 %    | 3 %    | —      | 1 %    |
| 21.07.2025       | INSA/exxpress                   | 14.07. –17.07.2025  | 1.000    | O          | 37 %    | 19 %    | 20 %    | 9 %    | 10 %   | 4 %    | —      | 1 %    |
| 08.06.2025       | IFDD / Kronen Zeitung           | 06. – 07.06.2025    | 1.250    | O          | 32 %    | 24 %    | 19 %    | 10 %   | 11 %   | 3 %    | —      | 1 %    |
| 10.06.2025       | Market / Der Standard           | 28.05. – 03.06.2025 | 824      | P+O        | 34 %    | 21 %    | 20 %    | 10 %   | 10 %   | 3 %    | —      | 2 %    |
| 29.05.2025       | Lazarsfeld Gesellschaft/OE24    |                     | 2.000    | O          | 34 %    | 20 %    | 21 %    | 9 %    | 10 %   | 3 %    | —      | 3 %    |
| 26.05.2025       | INSA/eXXpress                   |                     | 1.000    | O          | 36 %    | 20 %    | 20 %    | 8 %    | 9 %    | 4 %    | —      | 2 %    |
| 22.05.2025       | Lazarsfeld Gesellschaft/OE24    |                     | 2.000    | O          | 34 %    | 21 %    | 21 %    | 9 %    | 9 %    | 3 %    | —      | 3 %    |
| 15.05.2025       | Lazarsfeld Gesellschaft/OE24    |                     | 2.000    | O          | 34 %    | 22 %    | 21 %    | 9 %    | 9 %    | 3 %    | —      | 2 %    |
| 08.05.2025       | Lazarsfeld Gesellschaft/OE24    |                     | 2.000    | O          | 33 %    | 21 %    | 21 %    | 10 %   | 9 %    | 3 %    | —      | 3 %    |
| 01.05.2025       | Lazarsfeld Gesellschaft/OE24    |                     | 2.000    | O          | 33 %    | 22 %    | 21 %    | 10 %   | 9 %    | 2 %    | —      | 3 %    |
| 25.04.2025       | Lazarsfeld Gesellschaft/OE24    |                     | 2.000    | O          | 34 %    | 22 %    | 20 %    | 10 %   | 9 %    | 3 %    | —      | 2 %    |
| 17.04.2025       | Lazarsfeld Gesellschaft/OE24    |                     | 2.000    | O          | 34 %    | 21 %    | 20 %    | 10 %   | 9 %    | 3 %    | —      | 3 %    |
| 10.04.2025       | Lazarsfeld Gesellschaft/OE24    |                     | 2.000    | O          | 33 %    | 21 %    | 21 %    | 10 %   | 8 %    | 3 %    | —      | 4 %    |
| 03.04.2025       | Lazarsfeld Gesellschaft/OE24    |                     | 2.000    | O          | 34 %    | 21 %    | 20 %    | 10 %   | 8 %    | 3 %    | —      | 4 %    |
| 27.03.2025       | Lazarsfeld Gesellschaft/OE24    |                     | 2.000    | O          | 34 %    | 21 %    | 20 %    | 11 %   | 9 %    | 2 %    | —      | 3 %    |
| 26.03.2025       | IFDD/NÖN                        |                     | 1.060    | O          | 32 %    | 23 %    | 21 %    | 11 %   | 10 %   | 2 %    | —      | 1 %    |
| 20.03.2025       | Lazarsfeld Gesellschaft/OE24    |                     | 2.000    | O          | 33 %    | 22 %    | 21 %    | 12 %   | 8 %    | 2 %    | —      | 2 %    |
| 10.03.2025       | Der Standard                    |                     | 829      | O          | 32 %    | 21 %    | 21 %    | 12 %   | 9 %    | 3 %    | —      | 2 %    |
| 18.02.2025       | OGM / Servus TV                 |                     | 941      | O          | 34 %    | 19 %    | 21 %    | 13 %   | 10 %   | 2 %    | —      | 1 %    |
| 15.02.2025       | IFDD / PULS24                   |                     | 1.250    | O          | 33 %    | 19 %    | 22 %    | 11 %   | 10 %   | 3 %    | —      | 2 %    |
| 15.02.2025       | Spectra/SN / Kleine Zeitung/ÖÖN |                     | 1.001    | O          | 35 %    | 19 %    | 22 %    | 10 %   | 9 %    | 3 %    | —      | 3 %    |
| 13.02.2025       | Lazarsfeld Gesellschaft/OE24    |                     | 2.000    | O          | 33 %    | 19 %    | 23 %    | 10 %   | 10 %   | 3 %    | —      | 2 %    |
| 05.02.2025       | Lazarsfeld Gesellschaft / OE24  |                     | 2.000    | O          | 34 %    | 19 %    | 22 %    | 9 %    | 10 %   | 3 %    | —      | 3 %    |
| 30.01.2025       | Lazarsfeld Gesellschaft / OE24  |                     | 2.000    | O          | 34 %    | 19 %    | 22 %    | 10 %   | 9 %    | 3 %    | —      | 3 %    |
| 21.01.2025       | Lazarsfeld Gesellschaft         |                     | 2.000    | O          | 35 %    | 18 %    | 21 %    | 12 %   | 9 %    | 3 %    | —      | 2 %    |
| 15.01.2025       | INSA/eXXpress                   |                     | 2.000    | O          | 35 %    | 20 %    | 20 %    | 11 %   | 8 %    | —      | —      | 6 %    |
| 15.01.2025       | Lazarsfeld Gesellschaft / OE24  |                     | 2.000    | O          | 38 %    | 17 %    | 19 %    | 12 %   | 9 %    | 3 %    | —      | 2 %    |
| 08.01.2025       | Lazarsfeld Gesellschaft / OE24  |                     | 1.000    | O          | 39 %    | 17 %    | 19 %    | 10 %   | 10 %   | 3 %    | —      | 2 %    |
| 05.01.2025       | IFDD / Kronen Zeitung           |                     | 1.250    | O          | 37 %    | 21 %    | 19 %    | 11 %   | 8 %    | 3 %    | —      | 1 %    |
| 27.12.2024       | Market / Der Standard           |                     | 809      | P+O        | 35 %    | 22 %    | 20 %    | 10 %   | 8 %    | 3 %    | 1 %    | —      |
| 21.12.2024       | IFDD / Kronen Zeitung           |                     | 1.250    | O          | 37 %    | 21 %    | 20 %    | 10 %   | 8 %    | 3 %    | —      | —      |
| 20.12.2024       | Lazarsfeld Gesellschaft / OE24  |                     | 2.000    | O          | 36 %    | 20 %    | 19 %    | 10 %   | 8 %    | 3 %    | —      | —      |
| 12.12.2024       | Lazarsfeld Gesellschaft/OE24    |                     | 2.000    | O          | 36 %    | 21 %    | 19 %    | 10 %   | 8 %    | 3 %    | —      | 3 %    |
| 06.12.2024       | Unique Research / Heute         |                     | 800      | T+O        | 35 %    | 20 %    | 21 %    | 12 %   | 8 %    | —      | —      | —      |
| 05.12.2024       | INSA/eXXpress                   |                     | 1.004    | O          | 34 %    | 21 %    | 20 %    | 9 %    | 8 %    | 3 %    | 1 %    | 4 %    |
| 28.11.2024       | OGM / Kurier, Servus TV         |                     | 1.018    | O          | 32 %    | 24 %    | 20 %    | 12 %   | 7 %    | —      | —      | —      |
| 30.10.2024       | OGM / Servus TV                 |                     | 1008     | O          | 32 %    | 25 %    | 20 %    | 10 %   | 8 %    | 2 %    | —      | 3 %    |
| 29.10.2024       | Lazarsfeld Gesellschaft / OE24  |                     | 2.000    | O          | 33 %    | 23 %    | 21 %    | 10 %   | 8 %    | 3 %    | —      | 2 %    |
| 15.10.2024       | Lazarsfeld Gesellschaft / OE24  |                     | 2000     | O          | 32 %    | 25 %    | 19 %    | 10 %   | 8 %    | 3 %    | —      | 3 %    |
| 10.10.2024       | Lazarsfeld Gesellschaft / OE24  |                     | 2000     | O          | 33 %    | 26 %    | 19 %    | 10 %   | 7 %    | 2 %    | —      | 3 %    |
| 29.09.2024       | Nationalratswahl                |                     |          |            | 28,85 % | 26,27 % | 21,14 % | 9,14 % | 8,24 % | 2,39 % | 2,02 % | 1,96 % |